# 대흥중학교 (충남)
대흥중학교(大興中學校)는 대한민국 충청남도 예산군 대흥면 상중리에 있는 사립 중학교이다

## 학교 연혁
- 1951년 9월 19일 : 대흥중학교 설립 인가(6학급)
- 1951년 10월 5일 : 중학교 개교식 거행
- 2000년 12월 2일 : 다목적실(청묵관) 준공
- 2012년 1월 31일 : 기숙사(혜광학사) 준공
- 2012년 3월 1일 : 충남 기숙형중학교 지정 운영
- 2016년 8월 3일 : 음악실 및 미술실(해밀관) 준공
- 2016년 10월 17일 : 학교법인 대흥학원 육광심 이사장 취임
- 2018년 3월 1일 : 제8대 김종윤 교장 취임
- 2019년 3월 1일 : 충남 기숙형중학교 재지정 운영
- 2020년 3월 1일 : 충남 기숙형 혁신학교, 예술드림거점학교 운영
- 2021년 3월 2일 : 대흥중학교 학급 증설(6학급 편성)
- 2024년 1월 5일 : 제73회 졸업장 수여식(졸업장 누계 6,504명)
- 2024년 3월 4일 : 2024학년도 신입생 입학(57명)

## 참고 자료
- 대흥중학교 - 한국교육학술정보원 학교알리미